# Topići (Baška Voda)
Topići su selo u općini Baška Voda, u Splitsko-dalmatinskoj županiji, smješteno podno planine Biokovo, od mora udaljeno oko 1,3 km. Mjesto je okruženo brojnim maslinicima. Topići službeno nisu naselje, nego spadaju pod naselje Bašku Vodu. Procjenjuje se da je u Topićima stalno naseljeno 7 stanovnika.
Veliki dio stanovništva Topića živi u Baškoj Vodi, gdje su izgradili nove kuće, a starim se domovima vraćaju većinom u vrijeme branja maslina. Topiće je, zbog blizine mora, u vrijeme ljetne sezone nekoć posjećivalo i do 40.000 turista, a naročito su na glasu zbog domaćih kulinarskih specijaliteta, sira, pršuta i kruha ispod peke. Godine 2007. selo je dobilo i svoju službenu himnu.
Svake se godine na stadionu NK Uranije odigrava tradicionalna humanitarna nogometna utakmica između ekipa Topića i susjednog Basta.

## Galerija
- Topića Staje
- Put u selu
- Kapela Uzvišenja sv. Križa
- Zgrade u selu
- Križ u selu
- Pogled s vrha Topol

## Vanjske poveznice
- Topići na stranici TZ Baška Voda  Arhivirana inačica izvorne stranice od 6. ožujka 2016. (Wayback Machine)